# 메가 어댑터

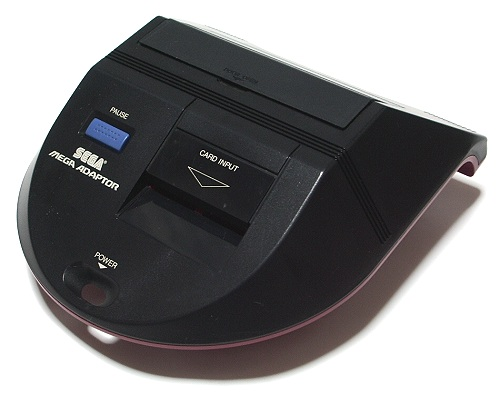
메가 어댑터

메가 어댑터(Mega Adaptor, 일본어: メガアダプタ) 또는 파워 베이스 컨버터(Power base converter)는 세가에서 발매된 메가 드라이브용 주변 기기이다. 1989년 1월 26일 일본에서 발매되었으며, 미국에서도 "파워 베이스 컨버터"라는 명으로 발매되었고, 유럽에서는 1990년에 "메가드라이브 마스터 시스템 컨버터"라는 명으로 발매되었다.. 일본 발매 당시의 정가는 4,500엔, 미국에서는 34.99달러, 유럽연합에는 29.99유로.
메가 어댑터의 사용으로 메가 드라이브에서 세가 마크 III용 게임을 구동할 수 있다. 메가 어댑터의 본체에는 세가 마크 III용 롬 카트리지 슬롯과 마이 카드 슬롯, 포즈 버튼이 배치되어 있으며, 메가 드라이브 본체의 카트리지 슬롯에 장착하여 사용한다.